# Lecco (stacja kolejowa)
Lecco – stacja kolejowa w Lecco, w regionie Lombardia, w prowincji Lecco, we Włoszech. Znajduje się na linii Monza-Lecco, Lecco-Sondrio, Como-Lecco i Lecco-Bergamo. Stacja została otwarta w 1863.